# Groß Gaglow
Groß Gaglow, niedersorbisch Gogolow, ist seit der Eingemeindung am 26. Oktober 2003 ein Ortsteil von Cottbus mit etwa 1500 Einwohnern. Davor gehörte die Gemeinde zum Landkreis Spree-Neiße.

## Geschichte
Groß Gaglow wurde rund 600 n. Chr. von slawischen Stämmen gegründet.
Laut Götz Frh. von Houwald (Die Niederlausitzer Rittergüter) war Groß Gaglow – ebenso wie das benachbarte Klein Gaglow – eine ritterschaftliche Enklave inmitten der brandenburgischen Herrschaft Kottbus und scheint schon frühzeitig in einen zu Brandenburg gehörenden Anteil und einen der Niederlausitzer (böhmischen bzw. sächsischen) Lehnskurie unterstellten Anteil geteilt worden zu sein, der erst 1815 in den Kottbuser Kreis integriert wurde und bis dahin zum Kreis Spremberg gehört hatte.
1466 war zumindest der brandenburgische Anteil von Groß Gaglow, ebenso wie Klein Gaglow, im Besitz von Siegmund und Hans von dem Berge. Die jeweilige Lehnshoheit ging quer durch das Dorf. Danach scheint das Dorf unter verschiedene Besitzer zerfallen zu sein. Einen Anteil besaßen die von Beier (Beyer), die von Zabeltitz, aber auch seit 1570 die von Pannwitz, die bis Mitte des 18. Jahrhunderts dort ansässig sein sollten. Der letzte Pannwitz'sche Besitzer war der Generalmajor Wolf Adolf von Pannwitz, der Groß Gaglow 1730 für 9.200 Taler an seine Schwester Martha Elisabeth verkaufte. Martha Elisabeth war in zweiter Ehe mit dem kursächsischen Obristwachtmeister Heinrich Wilhelm von Köpping verheiratet. Sie veräußerte 1752 Groß Gaglow an Margarethe von Sonntag, geborene von List, wonach das Gut in ihrer zweiten Ehe an die Familie von Massow gelangte und später im Jahre 1788 an Carl Albrecht von Görschen.
1844 hatte das Dorf Groß Gaglow 45 Wohngebäude mit 298 Einwohnern. Das Rittergut befand sich zu dieser Zeit im Besitz von N.N. Scheibner. Aber schon 1856 wird Carl Emil Malin genannt. Er war ein Sohn des königlichen Sanitätsrats und Arztes des Fürsten Pückler-Muskau, Dr. Karl Malin. Über die Tochter von Carl Emil Malin, Elisabeth Detering, scheint ihr Mann Richard Detering in den Besitz gekommen zu sein. Später wird Margarethe Freifrau von Kittlitz als Besitzerin des Restgutes Groß Gaglow genannt und für einen anderen Teil die Familie Brasch. Letztere erscheint noch 1929 als Besitzer. Von 1930 bis zur nationalsozialistischen Machtergreifung 1933 bestand in Groß Gaglow unter der Leitung von Martin Gerson die Jüdische Landarbeit GmbH, ein Siedlungsprojekt, das 820 Morgen Land umfasste und im Rahmen der Umschichtung zur landwirtschaftlichen Ausbildung von jüdischen Jugendlichen vorgesehen war.
Im Jahr 1957 wurde in Groß Gaglow eine Gärtnerische Produktionsgenossenschaft (GPG) gegründet. Aus dieser ist der heutige Gartenbaubetrieb Floralia hervorgegangen.

## Wirtschaft

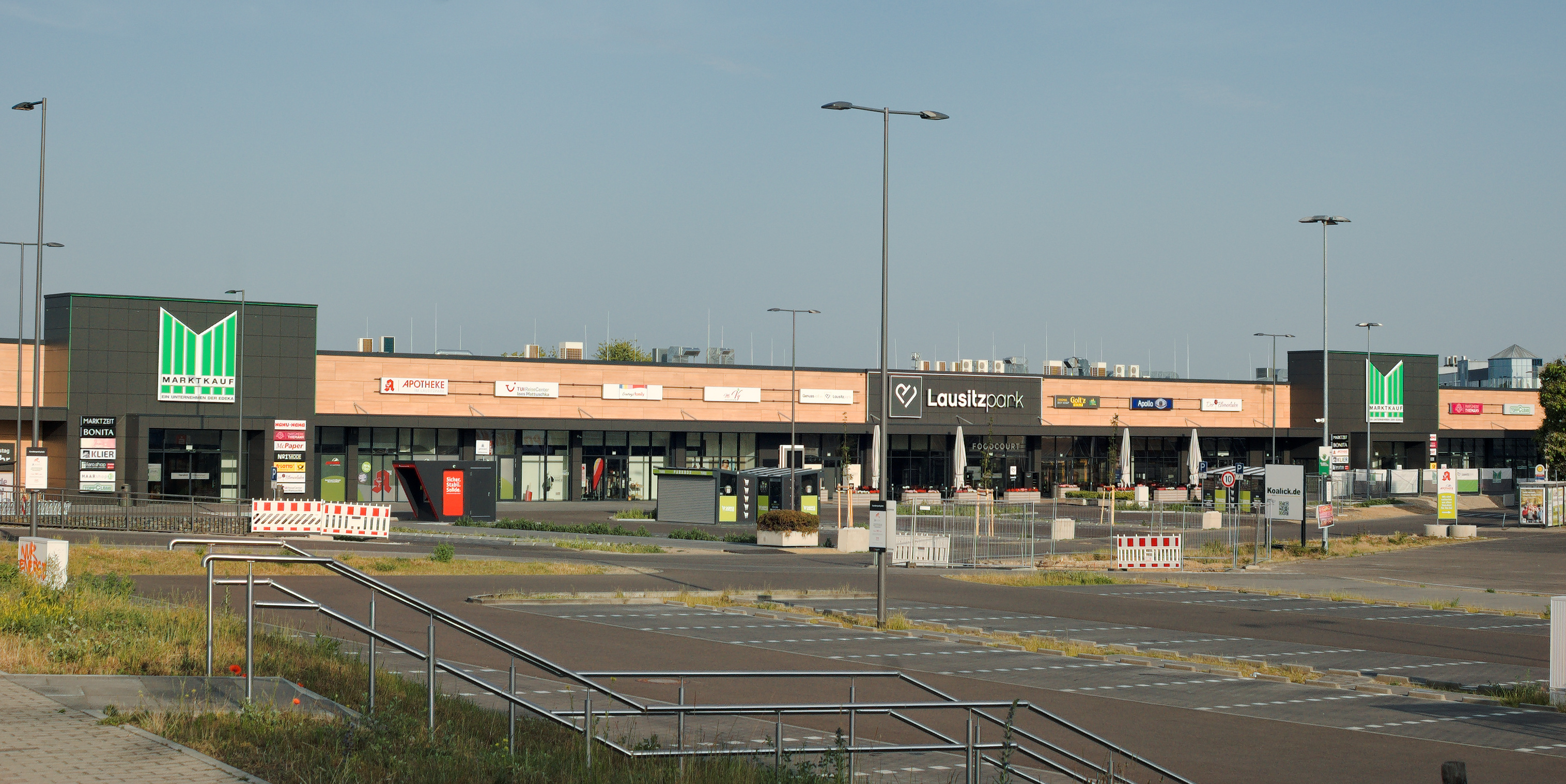
Lausitz Park.

In Groß Gaglow befindet sich der „Lausitz Park“, ein Einkaufszentrum mit einer Vielzahl von Geschäften und Schnellrestaurants. Auch mehrere Autohäuser und ein Multiplex-Kino (UCI-Kinowelt) befinden sich in Groß Gaglow. Des Weiteren verfügt Groß Gaglow über eine eigene Freiwillige Feuerwehr, die unter die Trägerschaft der Berufsfeuerwehr Cottbus gestellt ist.

## Bevölkerung

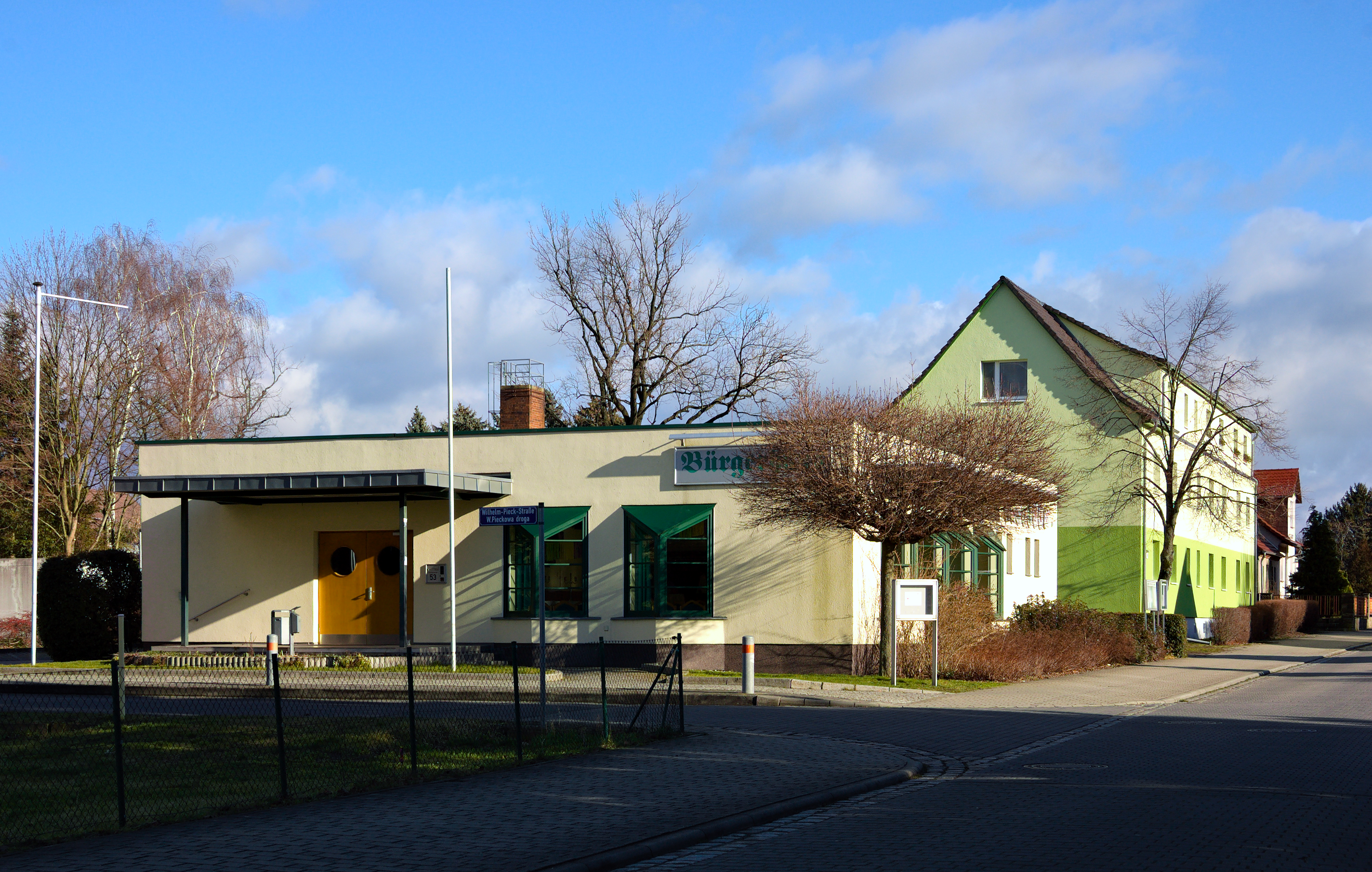
Bürgerhaus Groß Gaglow, Sitz des Ortsbeirates.

Für seine Statistik über die sorbische Bevölkerung in der Lausitz ermittelte Arnošt Muka in den achtziger Jahren des 19. Jahrhunderts für Groß Gaglow eine Bevölkerungszahl von 462 Einwohnern, davon waren 412 Sorben (89 %) und 50 Deutsche.

## Groß Gaglow in der Literatur
Groß Gaglow spielt in Esther Freuds autobiografischem Roman Sommer in Gaglow (1998) die Hauptrolle. Die Autorin, eine Urenkelin des Begründers der Psychoanalyse Sigmund Freud und Tochter des Malers Lucian Freud, erzählt die Geschichte der jungen Engländerin Sarah, die sich auf die Suche nach ihren deutschen Ahnen begibt.